# Niebieskie jak Morze Czarne
Niebieskie jak Morze Czarne – polska komedia z 1971 roku w reżyserii Jerzego Ziarnika. Premiera filmu miała miejsce 10 sierpnia 1973 roku.
Film kręcony w Sianowie i Łazach.

## Opis fabuły
Część zawartości tej strony może naruszać prawa autorskie.
Tekst źródłowy prawdopodobnie pochodzi z:
https://www.filmpolski.pl/fp/index.php?film=121477 (nieznacznie przeredagowany)
1. Nie usuwaj tego szablonu. Zostanie on usunięty, jeżeli prawa autorskie tego artykułu zostaną wyjaśnione.
2. Jeżeli potrafisz, napisz artykuł tak, aby nie naruszał praw autorskich.
3. Jeżeli masz prawa autorskie do tej treści lub masz zgodę na publikację zgodną z naszą licencją, prosimy, napisz o tym na stronie dyskusji tego artykułu i na stronie Wikipedia:Lista NPA oraz zastosuj procedurę zamieszczania haseł wcześniej opublikowanych.
4. Artykuł zostanie usunięty, jeżeli status praw autorskich do zawartych w nim treści nie zostanie wyjaśniony.

Powielanie materiałów chronionych prawami autorskimi – bez zezwolenia właściciela tych praw – jest pogwałceniem obowiązującego prawa, jest też sprzeczne z ustaleniami Wikipedii. Osobom, które regularnie wstawiają takie materiały, może zostać odebrane uprawnienie edytowania Wikipedii.
Przez granicę polsko-czechosłowacką jedzie autokar z „młodzieżową” wycieczką do Bułgarii, ale w autobusie znajdują się dyrektorzy. Jedynym młodym człowiekiem jest pilot wycieczki Adam – student szkoły filmowej, który przy okazji filmuje całą wyprawę. Wycieczkowicze pozbywają się tabliczki „wycieczka młodzieżowa”, ale jadący za nimi Węgier zwraca „zgubę”. Nastrój psuje im Piotr swymi ironicznymi komentarzami. Kiedy docierają nad Morze Czarne, okazuje się, że muszą spać w namiotach. Na nic zdają się protesty. Piękna pogoda rekompensuje wszystkie niedostatki. Uczestniczą nawet w zawodach, które wygrywają. Postanawiają się pozbyć pilota, który ostatecznie zostaje odwołany do Warszawy. Dopiero pod koniec wypoczynku okazuje się, że wakacje spędzili nad Bałtykiem.

## Obsada aktorska
- Marian Kociniak – Adam, student szkoły filmowej, pilot wycieczki i narrator filmu
- Wacław Kowalski – dyrektor, uczestnik „młodzieżowej” wycieczki
- Zdzisław Maklakiewicz – dyrektor, uczestnik „młodzieżowej” wycieczki
- Józef Nowak – dyrektor, uczestnik „młodzieżowej” wycieczki
- Andrzej Szczepkowski – dyrektor, uczestnik „młodzieżowej” wycieczki
- Barbara Młynarska – Ewa, dziewczyna Adama
- Władysław Hańcza – dyrektor fabryki występujący w telewizji
- Cezary Julski – plażowicz
- Mieczysław Kalenik – kierowca autokaru „młodzieżowej” wycieczki
- Wiesław Michnikowski – dyrektor fabryki samochodów występujący w telewizji
- Lech Ordon – dyrektor gastronomii występujący w telewizji
- Bronisław Pawlik – dyrektor fabryki obuwia występujący w telewizji
- Tadeusz Pluciński – dyrektor przedsiębiorstwa produkującego kąpielówki występujący w telewizji
- Tomasz Zaliwski – komendant obozu
- Wiesław Gołas – w roli samego siebie

Źródło: Filmpolski.pl.